# Tiefsee-Kardinalbarsche
Die Tiefsee-Kardinalbarsche (Epigonidae) gehören zu den Barschverwandten (Percomorphaceae). Sie leben im Mittelmeer, im Atlantik, im Pazifik und im Indischen Ozean.

## Merkmale
Die Fische werden je nach Art 3 bis 75 Zentimeter lang. Tiefsee-Kardinalbarsche unterscheiden sich von den (nicht näher verwandten) Kardinalbarschen (Apogonidae) durch die Anzahl der Wirbel und andere Merkmale im Knochenbau. Sie haben für gewöhnlich 25 Wirbel. Ihre Rücken- und Afterflosse sind mit Schuppen bedeckt.

## Systematik

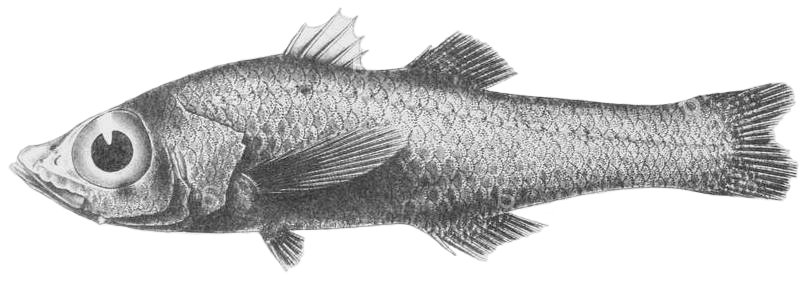
Brephostoma carpenteri

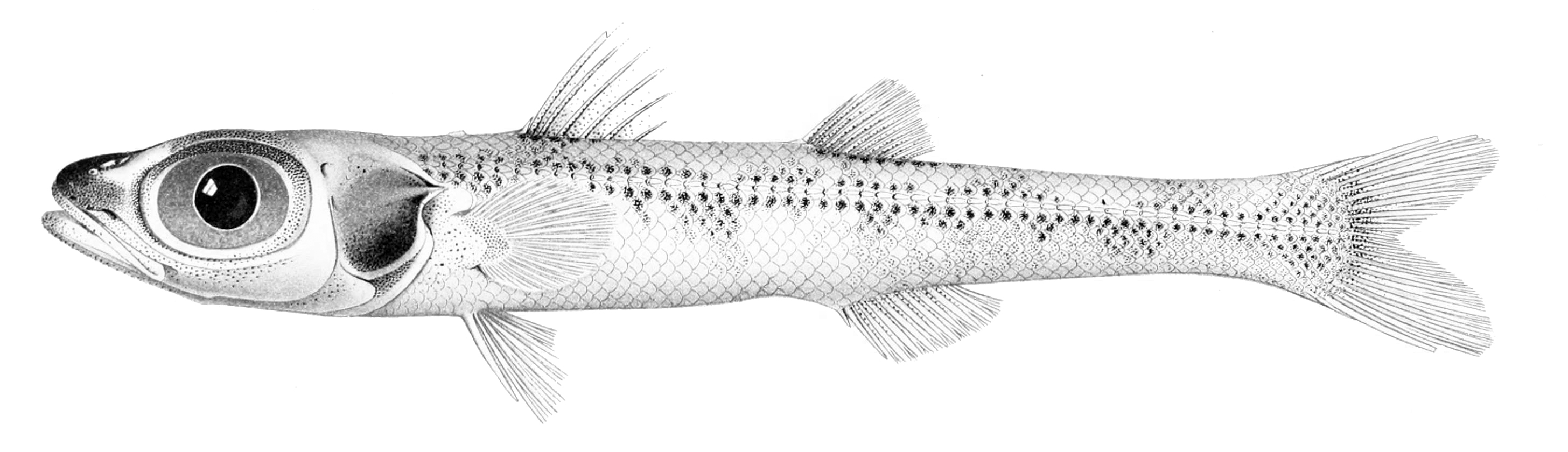
Epigonus atherinoides

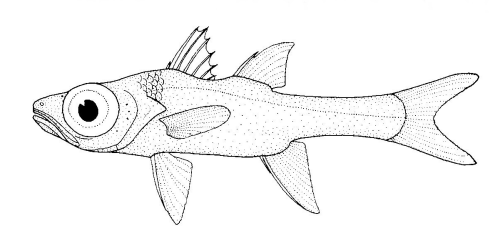
Epigonus lenimen

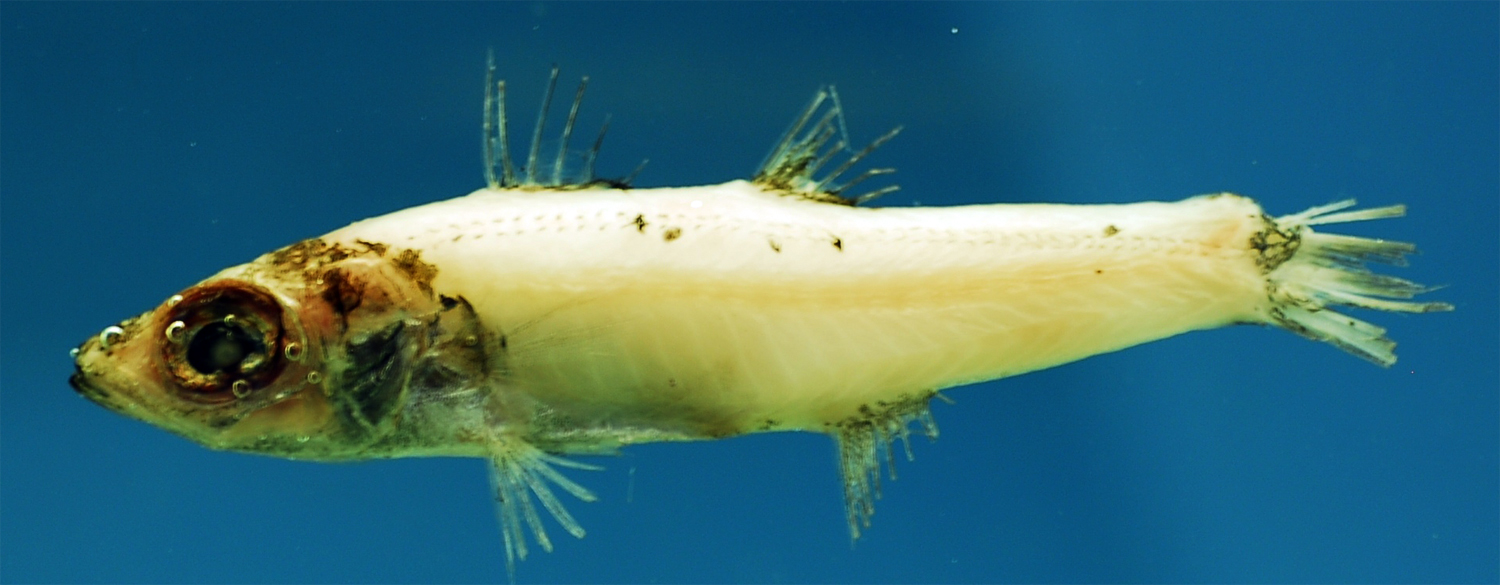
Epigonus occidentalis

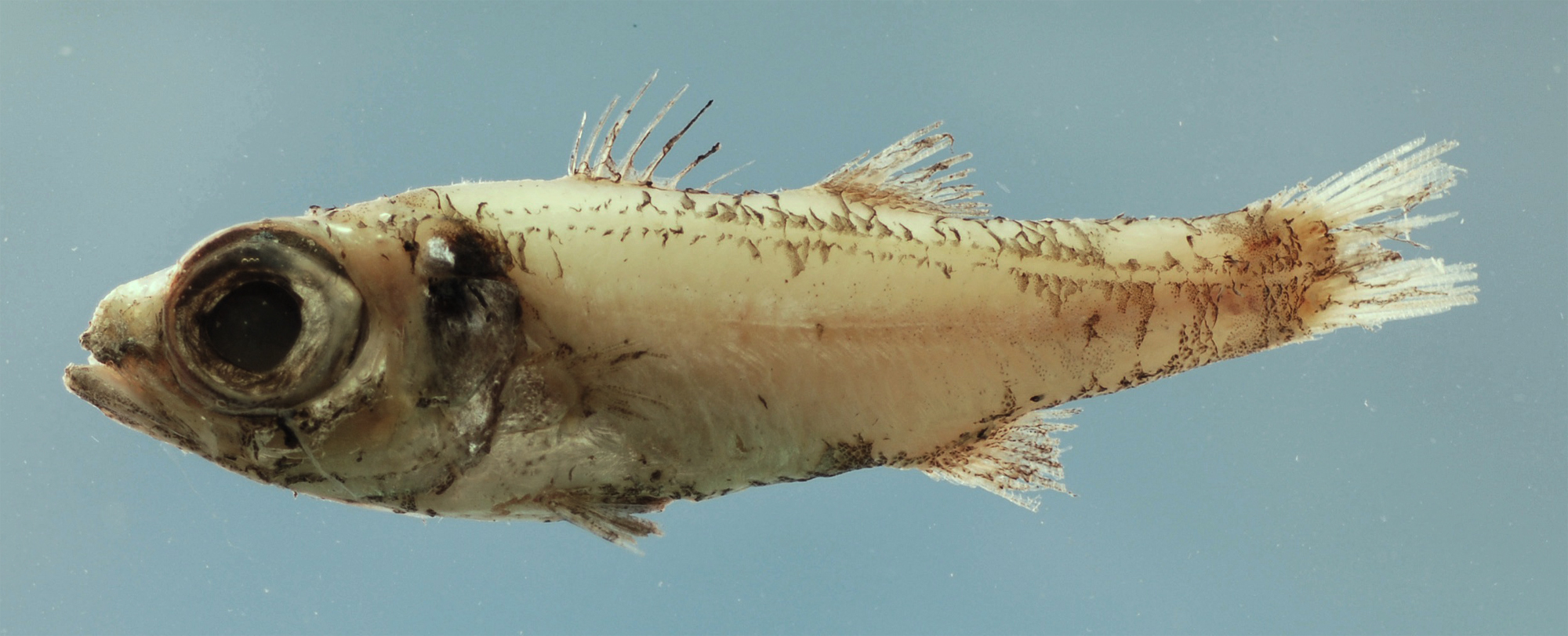
Epigonus robustus

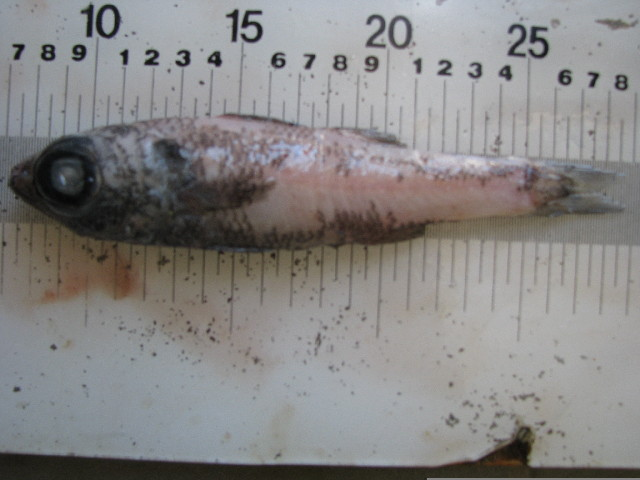
Epigonus telescopus

Es gibt etwa 45 Arten, von denen über 35 zur Gattung Epigonus gehören. Die übrigen 6 Gattungen enthalten jeweils nur ein oder zwei Arten.
- Brephostoma
  - Brephostoma carpenteri Alcock, 1889.
- Brinkmannella
  - Brinkmannella elongata Parr, 1933.
- Epigonus Die Gattung Epigonus ist wahrscheinlich nicht monophyletisch.[1]
  - Epigonus affinis Parin & Abramov, 1986.
  - Epigonus angustifrons Abramov & Manilo, 1987.
  - Epigonus atherinoides (Gilbert, 1905).
  - Epigonus bispinosus Okamoto & Gon, 2018.
  - Epigonus chilensis Okamoto, 2012.
  - Epigonus constanciae (Giglioli, 1880).
  - Epigonus crassicaudus de Buen, 1959.
  - Epigonus ctenolepis Mochizuki & Shirakihara, 1983.
  - Epigonus devaneyi Gon, 1985.
  - Epigonus draco Okamoto, 2015.
  - Epigonus elegans Parin & Abramov, 1986.
  - Epigonus exodon Okamoto & Motomura, 2012.
  - Epigonus glossodontus Gon, 1985.
  - Epigonus heracleus Parin & Abramov, 1986.
  - Epigonus idai Okamoto & Gon, 2018.
  - Epigonus lenimen (Whitley, 1935).
  - Epigonus machaera Okamoto, 2012.
  - Epigonus macrops (Brauer, 1906).
  - Epigonus marimonticolus Parin & Abramov, 1986.
  - Epigonus merleni McCosker & Long, 1997.
  - Epigonus notacanthus Parin & Abramov, 1986.
  - Epigonus occidentalis Goode & Bean, 1896.
  - Epigonus oligolepis Mayer, 1974.
  - Epigonus pectinifer Mayer, 1974.
  - Epigonus robustus (Mead & De Falla, 1965).
  - Epigonus telescopus (Risso, 1810).
  - Epigonus waltersensis Parin & Abramov, 1986.
- Epigonus pandionis-Gruppe,[2] wahrscheinlich die Schwestergruppe von Rosenblattia.[1]Epigonus pandionis

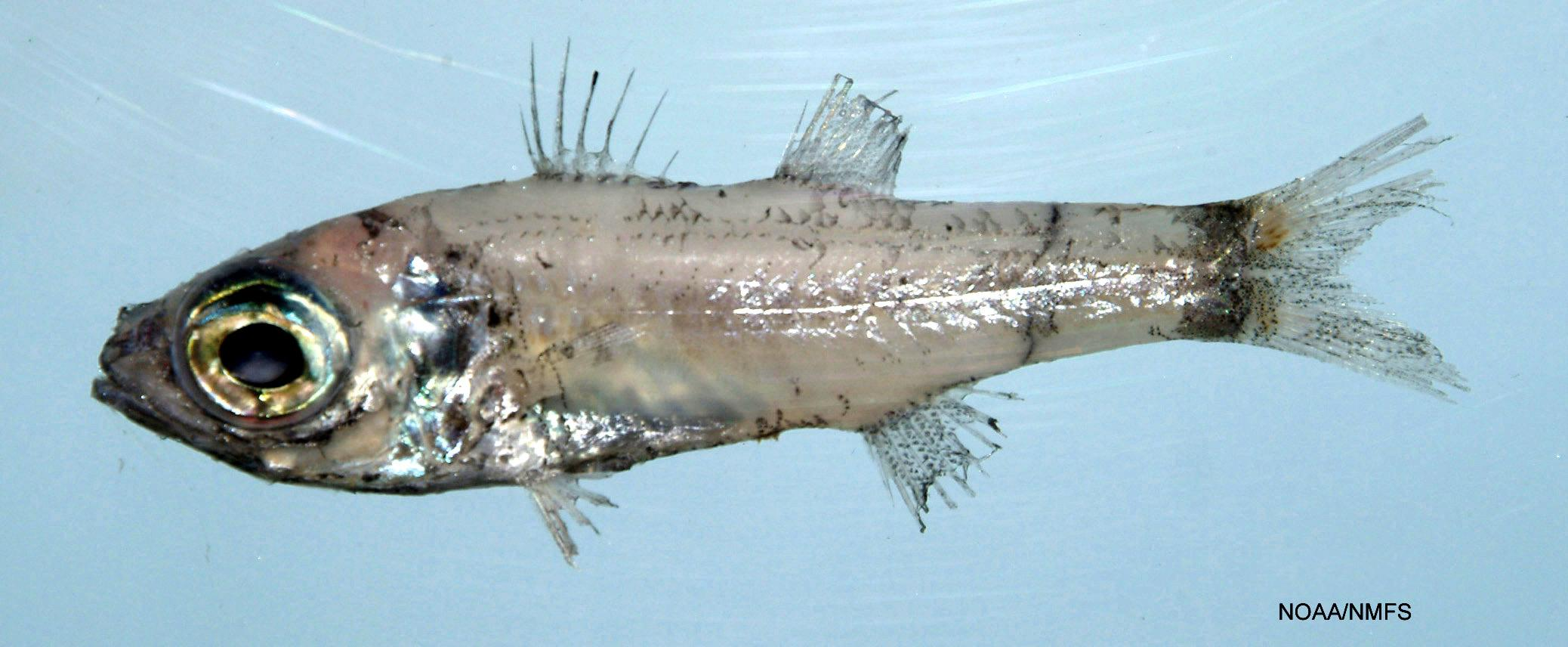
Epigonus pandionis

  - Epigonus cavaticus Ida, Okamoto & Sakaue, 2007.
  - Epigonus denticulatus Dieuzeide, 1950.
  - Epigonus elongatus (Parr, 1933).
  - Epigonus fragilis (Jordan & Jordan, 1922).
  - Epigonus lifouensis Okamoto & Motomura, 2013.
  - Epigonus marisrubri Krupp, Zajonz & Khalaf, 2009.
  - Epigonus pandionis (Goode & Bean, 1881).
  - Epigonus parini Abramov, 1987.
  - Epigonus tuberculatus Okamoto & Motomura, 2013.
- Florenciella
  - Florenciella lugubris Mead & De Falla, 1965.
- Microichthys
  - Microichthys atlanticus Fricke et al., 2020.
  - Microichthys coccoi Rüppell, 1852.
  - Microichthys sanzoi Sparta, 1950.
- RosenblattiaSphyraenops bairdianus

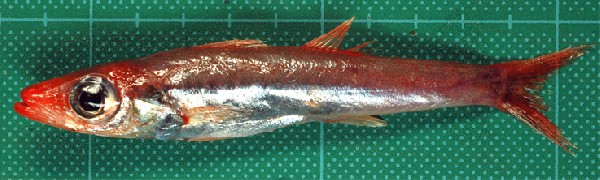
Sphyraenops bairdianus

  - Rosenblattia robusta Mead & De Falla, 1965.
- Sphyraenops
  - Sphyraenops bairdianus Poey, 1861.